# Coelemu (comuna)
Coelemu (del mapudungún: koa lemu ‘Bosque de lechuzas’) es una comuna y ciudad de la zona central de Chile; su capital es la ciudad de Coelemu. Es parte de la provincia de Itata, en la Región de Ñuble. Las principales actividades locales son la tradicional producción de vinos, la industria forestal y agrícola. Un 63,98% de la superficie comunal está cubierta de plantaciones forestales. 
La comuna se extiende, principalmente, sobre la Cordillera de la Costa. Limita al oeste con el Océano Pacífico; al este con Ránquil; al norte con el río Itata, que la separa de Treguaco y Portezuelo; y al sur con Tomé, siendo esta última comuna parte de la provincia de Concepción en la Región del Biobío. Coelemu, la ciudad cabecera comunal, se encuentra rodeadas de colinas de la Cordillera de la Costa, ubicada en las coordenadas 36° 29´S y 72° 42´O.
Coelemu pertenece al Distrito Electoral n.º 19 y a la 12.ª Circunscripción Senatorial (Biobío Costa).

## Historia
El gobernador de Chile Domingo Ortiz de Rosas fundó la villa en 1750, bajo el nombre de Villa Jesús de Coelemu por orden de la Junta de Poblaciones del Reino de Chile. Fue establecida originalmente a orillas de los ríos Itata y Coelemu, pero las continuas inundaciones obligaron a mudar la población su sitio actual, sobre una prominencia del terreno. El pueblo era una posta dentro del llamado Camino Real, que unía Concepción con Talca, vía Cauquenes.
Con la ley de Comuna Autónoma del 22 de diciembre de 1891, se promulgó el Decreto de Creación de Municipalidades, de la misma fecha. Así, se creó la Municipalidad de Coelemu, que administra las Subdelegaciones 3a Vegas del Itata, 4a de Coelemu y 5a de Batuco, del departamento con los límites que le asignó el decreto de 3 de noviembre de 1885.
Con el DFL 8582 del 30 de diciembre de 1927, se creó el Departamento de Tomé, en el territorio del antiguo Departamento de Coelemu. El mismo decreto creó la Comuna y Subdelegación de Coelemu, cuyo territorio correspondía a las antiguas subdelegaciones 4.a Coelemu, 5.a Batuco, 6a Coleral, 7.a Ránquil y 8.a Guarilihue y los distritos 3.º Meipo, 4.º Montenegro y 5.º Chupallar, de la antigua subdelegación 3.a Vega de Itata.
La comuna fue uno de los territorios fuertemente afectados por el gran terremoto y tsunami del 27 de febrero de 2010, debido a su cercanía al epicentro del sismo. La franja costera de la comuna (Perales y Vegas del Itata) fue arrasada por el maremoto registrado esa jornada, tal como ocurrió en buena parte de la costa de la zona centro-sur de Chile.

## Medio ambiente

### Geomorfología y componentes abióticos

Trazado simplificado de los ecosistemas y cuerpos de agua presentes en la comuna de Coelemu.

La comuna de Coelemu se encuentra emplazada en las unidades geomorfológicas de Planicie marina o fluviomarina, Cordillera de la costa y Cuencas graníticas marginales; y presenta según la clasificación climática de Köppen clima mediterráneo de lluvia invernal (Csb) y clima mediterráneo de lluvia invernal e influencia costera (Csb (i)). Esta además se halla entre las cuencas hidrográficas de Costeras e Islas entre río Itata y río Biobío y río Itata. Además, la comuna posee diversos cuerpos de agua, entre los que se destacan el río Coelemu y río Itata.

### Componentes bióticos
Dentro del territorio de la comuna se pueden hallar los siguientes ecosistemas:
- Bosque caducifolio mediterráneo costero donde predominan Nothofagus glauca y Azara petiolaris (En peligro crítico)
- Bosque caducifolio mediterráneo costero donde predominan Nothofagus obliqua y Gomortega keule (En peligro crítico)
- Bosque esclerófilo mediterráneo costero donde predominan Lithrea caustica y Azara integrifolia (En peligro crítico)
- Bosque esclerófilo psamófilo mediterráneo interior donde predominan Quillaja saponaria y Fabiana imbricata (En peligro crítico)

### Medidas de protección ambiental y conflictos socioambientales
Hasta 2022, la comuna de Coelemu cuenta con las siguientes zonas que cuentan con algún nivel de protección ambiental:
- AAVC Queules De Tomé Y Penco (Iniciativa de Conservación Privada)[12]
- Humedal Itata (Humedal urbano)[13]
- Humedal La Cascada (Humedal urbano)[14]
- Santuario de la Naturaleza Humedal Desembocadura del Río Itata (Santuario de la Naturaleza)[15]
- Vegas del Itata (Sitios ERB)[16]

## Administración
El actual alcalde de la comuna de Coelemu es Alejandro Pedreros Urrutia (Ind-Nueva Mayoría) y el Concejo Municipal está compuesto para el periodo 2016-2020 por los concejales:
- Natalia Cabrera Torres (DC)
- Miguel Novoa Alarcón (PRI)
- Carmen Gutiérrez (RN)
- Christián Risopatrón (PPD)
- Gonzalo Llanos Romero (Independiente)
- Eduardo Romero Rivas (Radical)

### Representación parlamentaria
La comuna integra la Circunscripción Senatorial N.º 12, siendo representada en el Senado por Alejandro Navarro Brain (MAS) y Hosain Sabag Castillo (DC); y el Distrito 42, siendo representada en la Cámara de Diputados por Jorge Sabag Villalobos (DC) y Frank Sauerbaum Muñoz (RN).

## Economía
En 2018, la cantidad de empresas registradas en Coelemu fue de 174. El Índice de Complejidad Económica (ECI) en el mismo año fue de -0,71, mientras que las actividades económicas con mayor índice de Ventaja Comparativa Revelada (RCA) fueron Reparación de Componentes Electrónicos (193,08), Explotación de Bosques (80,9) y Servicios Suministro de Personal, Empresas Servicios Transitorios (22,92).

## Demografía
La comuna de Coelemu abarca una superficie de 342,3 km² y una población de 16 082 habitantes según el censo de 2002, correspondientes a un 0,86% de la población total de la región y una densidad de 46,98 hab/km². Un 38,8% (6237 habitantes) corresponde a población rural y un 61,2% (9845 habitantes) corresponde a población urbana.

### Localidades
Localidades con sus respectivos habitantes correspondientes al Censo de 2002:
- Coelemu, capital comunal, 9845 habitantes.
- Ranguelmo, 1010 habitantes.
- Guarilihue Bajo, 744 habitantes.
- Perales, 522 habitantes.
- Vegas de Itata, 319 habitantes.
- Villa El Conquistador, 174 habitantes.
- Estación Magdalena, 132 habitantes.
- Meipo, 126 habitantes.
- Tropezón, 96 habitantes.
- Pangue, 46 habitantes.
- San Ambrosio, 34 habitantes.
- Las Islas, 19 habitantes.

## Transporte
Las principal conexón caminera de la comuna es la Ruta CH-126 (asfaltada), parte del antiguo "Camino de la Colonia", que cruza el territorio comunal en sentido norte-sur, pasando por su ciudad cabecera. Hacia el norte lleva a Trehuaco y Quirihue, con conexión asfaltada a Cauquenes, Cobquecura y Chillán (vía San Nicolás). La Ruta CH-126 lleva al Sur hacia Tomé, con conexiones a las Ruta CH-150 (Tomé-Penco-Concepción) y Ruta CH-152 (Concepción-Chillán).
La Ruta Principal O10 (asfaltado) cruza la comuna en sentido este-oeste, bordeando la ribera sur del río Itata. Al este lleva a la comuna de Ránquil; al oeste, a la aldea Vegas del Itata, en la desembocadura del río. Desde esa localidad se puede tomar la ruta costera (ripiada / asfaltada) que conduce al sur, hacia Dichato.
Hasta la década de 1980, Coelemu fue un destino del servicio ferroviario, dentro del ramal Rucapequén-Concepción.

## Fiestas típicas
- Carnaval de Coelemu: Segunda quincena de febrero. Baile, competencias deportivas, elección de reina, show musical y ciclo de cine.
- Fiesta de la Chicha: 16 de abril
- Fiesta de la Tortilla: antepenúltimo domingo de febrero en Sector Magdalena
- Fiesta del Chancho: 21 de mayo
- Fiesta del Velorio del Chancho: 26 de junio
- Fiesta del Chicharrón: 2 de julio
- Fiesta del Pavo: 16 de julio
- Fiesta del Camarón: 12 de agosto
- Rock in Río Itata (RINRI)(enero)
- Orilla verde: Festival de música electrónica(enero)

## Medios de comunicación

### Radioemisoras
FM
- 89.3 MHz - Radio Interactiva
- 91.3 MHz - Radio Monserrat
- 96.9 MHz - Radio Alondra
- 104.5 MHz - Radio Contagio